# 스티브 피어스 (야구 선수)
스티븐 웨인 ("스티브") 피어스(Steven Wayne ("Steve") Pearce, 1983년 4월 13일 ~ )는 미국의 프로 야구 선수로 메이저 리그 베이스볼 보스턴 레드삭스를 위한 1루수이자 좌익수이다.  그는 이전에 피츠버그 파이리츠, 볼티모어 오리올스, 휴스턴 애스트로스, 뉴욕 양키스, 탬파베이 레이스와 토론토 블루제이스를 위하여 활약하였다.  피어스는 켈리 존슨이 처음이면서 아메리칸 리그 동부에서 모든 팀을 위하여 활약해 온 메이저 리그 베이스볼 역사상 2번째 만의 선수이다.
피어스는 로스앤젤레스 다저스에 승리를 거둔 레드삭스의 2018년 월드 시리즈에서 수단이었으며 월드 시리즈의 MVP로 임명되는 데 도중에 권력의 주요 폭발들을 표명하였다.

## 아마추어 경력
피어스는 자신이 야구에서 3년간 모교의 약자 마크의 착용이 허용된 선수이며 .383의 경력 타구 평균을 게시한 플로리다주 레이클랜드의 레이클랜드 고등학교로부터 2001년에 졸업하였다.  동명인 피어스의 부친은 보스턴의 남부에 있는 매사추세츠주 레호보트에서 태어났다.  결과로서 피어스는 자신이 결국적으로 활약할 팀 보스턴 레드삭스를 위한 팬이 되면서 자라왔다.
피어스는 포트피어스에 있는 인디언 리버 커뮤니티 칼리지에서 2개의 시즌(2002년 ~ 03년)을 활약하여 양시즌에 모교를 타구 평균에서 이끌고, 총 17개의 홈런을 쳤다.  피어스는 2015년 4월 16일 인디언 리버 파이오니어 선수 명예의 전당으로 헌액되었다.
피어스는 2번이나 메이저 리그 베이스볼에 선발되었는 데 2003년 미네소타 트윈스에 의하여 45번째 라운드와 2004년 레드삭스에 의하여 10번째 라운드에서였으나 계약을 맺지 않았다.
피어스는 2004년 여름 케이프코드 야구 리그의 코투이트 케틀리어스를 위하여 활약하여 24개의 경기에서 하나의 홈런과 7개의 타점에서 .277 점을 쳤다.
피어스는 사우스캐롤라이나 대학교로 옮겨 2004년과 2005년에 타구 평균, 홈런과 타점에서 팀을 이끌어 빠르게 40 홈런 상승 단계를 도달하는 데 대학의 역사상 첫 선수가 되는 데 게임콕스와 함께 자신의 2개의 시즌에 42개의 홈런을 쳤다.  2004년 전학 주니어로서 그는 21개의 홈런과 70개의 타점과 함께 .346 점을 타구하여 게임콕스를 칼리지 월드 시리즈에서 3연속 출연으로 이끄는 도움을 주었다.  피어스는 팀의 "올해의 신인 선수"로 임명되고, NCAA 지방 올토너먼트 팀과 칼리지 월드 시리즈 올토너먼트 팀 둘다에 선발되었다.  그는 1루에 50개의 경기에서 1,000 수비율과 함께 사우스캐롤라이나 대학교 기록을 세웠다.  2005년 시즌을 대비하여 피어스는 골든 스파이크스 상(미국 야구의 최고 아마추어 선수)와 딕 하우저 상(최고 대학 야구 선수)을 위하여 경계 사항 일람표로 임명되었다.  2005년 시니어로서 그는 21개의 홈런과 63개의 타점과 함께 .258 점을 타구하였고, 세컨드 팀 올SEC와 베이스볼 아메리카 세컨드 팀 올아메리칸에 선발되며 "올해의 NCBWA 디스트릭트 4의 선수"였다.

## 프로 경력

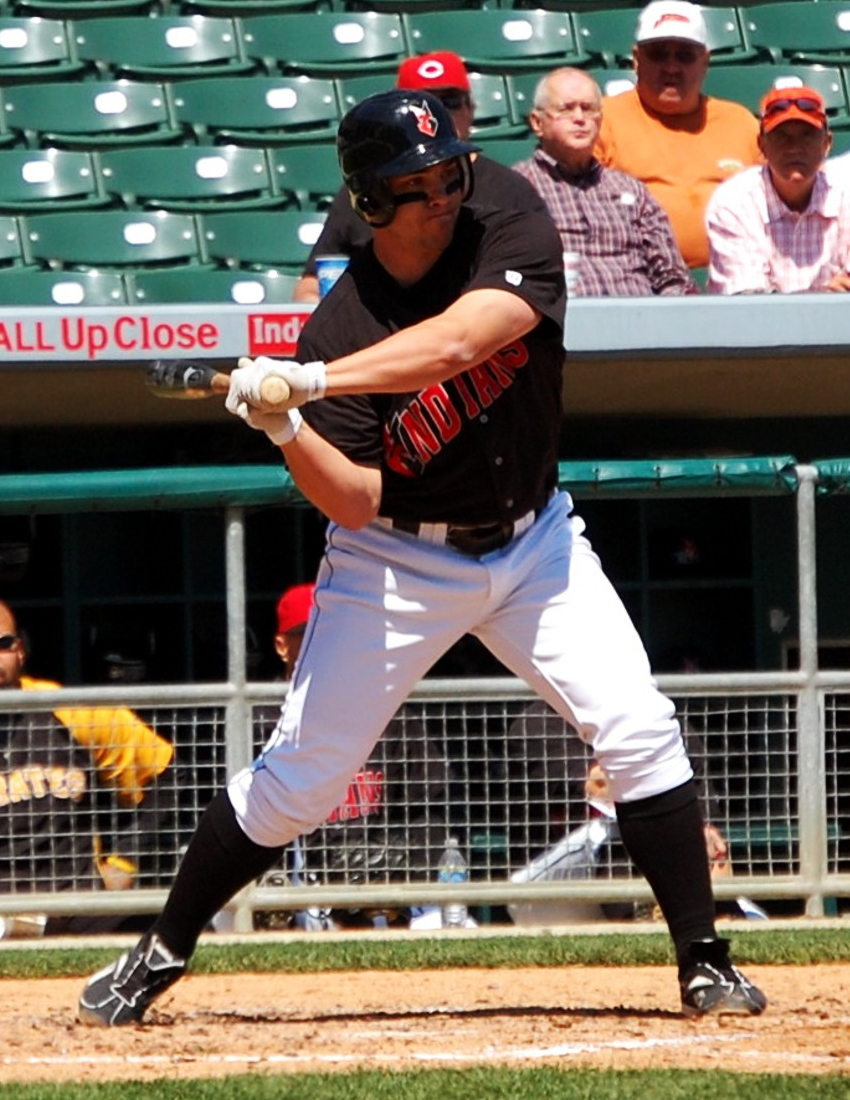
인디애나폴리스 인디언스 활약 시절 (2009년)

피츠버그 파이리츠는 2005년 메이저 리그 베이스볼 드래프트의 8번째 라운드에서 피어스를 선발하였다.
그해에 피어스는 클래스 A 쇼트 시즌의 윌리엄스포트 크로스커터스를 위하여 활약하여 72개의 경기에서 7개의 홈런과 52개의 타점과 함께 .301 점을 타구하였다.  그는 그러고나서 클래스 A 히커리 크로대즈와 클래스 A로 진출한 린치버그 힐캐츠와 함께 2006년을 보내며 활약한 131개의 경기에서 26개의 홈런과 98개의 타점과 함께 .273 점을 타구하였다.  피어스는 린치버그와 2007년 시즌을 시작하고, 그러고나서 더블 A 앨투나 커브와 트리플 A 인디애나폴리스 인디언스로 옮겼다.  마이너 리그에서 자신의 2007년 활약 동안 피어스는 134개의 활약한 경기에서 31개의 홈런, 113개의 타점과 .333의 평균을 가졌다.

### 피츠버츠 파이리츠
2007년 9월 1일 밀워키 브루어스를 상대로 피어스는 파이리츠를 위하여 자신의 메이저 리그 데뷔를 하여 우익수에서 시작하고 자신의 안타들이 둘다 데이브 부시에 떨어진 본루에 2 루 4 타로 갔다.  그는 그해의 파이리츠와 함께 23개의 경기들을 활약하러 가 6개의 타점과 함께 .294 점을 타구하였다.
2008년 피어스는 트리플 A 인디애나폴리스와 함께 한해의 다수를 보냈으나 파이리츠를 위하여 몇몇의 출연을 이루었다.  9월 2일 그는 명부가 확장될 때 다시 불러졌다.  그해의 파이리츠와 함께 피어스는 37개의 활약한 경기에서 4개의 홈런과 15개의 타점에서 .248 점을 타구하였다.
2009년 피어스는 봄 훈련이 있던 후, 파이리츠의 오프닝 데이에 이루는 데 실패하였고, 트리플 A에서 한해를 시작하였다.  기구에서 외야수 전망들의 최근 추가와 함께 피어스는 1루수를 맡는 데 도로 옮겨졌다.  그는 6월 20일에 다시 불러졌다.  애덤 라로치의 이적에 이어 출발 1루수가 되는 데 피어스는 7월 23일 파이리츠에 입단하였다.  그는 4개의 홈런과 16개의 타점과 함께 60개의 활약한 경기에서 .206/.296/.370의 인하와 함께 2009년의 파이르츠를 위하여 부족한 시즌을 끝냈다.  그는 또한 13개의 2루타, 하나의 3루타와 하나의 도루를 가지기도 하였다.
피어스는 인디애나폴리스 인디언스와 함께 2010년 시즌을 시작하였으나 트리플 A에서 자신의 .345 타구 평균의 이유로 결국적으로 파이리츠에 의하여 소집되었다.  2010년의 파이리츠와 함께 피어스는 15개의 경기들에서 활약하여 5개의 타점과 함께 8 루 29 타를 타구하였다.
2011년 시즌은 메이저 리그에서 자신이 전혀 오프닝 데이를 보내지 않으면서 피어스가 봄 훈련의 외부로 명부의 자리를 이긴 처음으로 특정을 지었다.  그는 자신의 13개의 안타와 더불어 5개의 2루타와 함께 봄 훈련 동안 .283의 타구 평균을 가졌다.  더욱 중요하게 그는 2개의 새로운 수비 위치들 - 3루수와 좌익수에서 활약하며 자신의 다능을 증가시켰다.  그는 5월 후순을 통하여, 그리고 7월 후순부터 8월 후순을 통하여 파이리츠와 함께 하였다.  2011년의 파이리츠와 함께 피어스는 50개의 경기들을 활약하여 하나의 홈런과 10개의 타점과 함께 19 루 94 타를 타구하였다.
전체로 봐서 파이리츠와 함께 5개의 시즌의 일부들에서 피어스는 185개의 경기에 나와 9개의 홈런과 52개의 타점과 함께 .232 점을 타구하였다.

### 미네소타 트윈스 (마이너 리그)
2011년 12월 15일 피어스는 미네소타 트윈스와 마이너 리그 계약을 맺었다.  트윈스는 2012년 3월 27일 그를 내보냈다.

### 뉴욕 양키스 (마이너 리그)
피어스는 2012년 3월 29일 뉴욕 양키스와 계약을 맺었다.  그는 트리플 A 스크랜턴/윌키스배어 양키스를 위하여 활약하여 11개의 홈런과 30개의 타점과 함께 53개의 경기에서 .318 점을 타구하였다.

### 볼티모어 오리올스

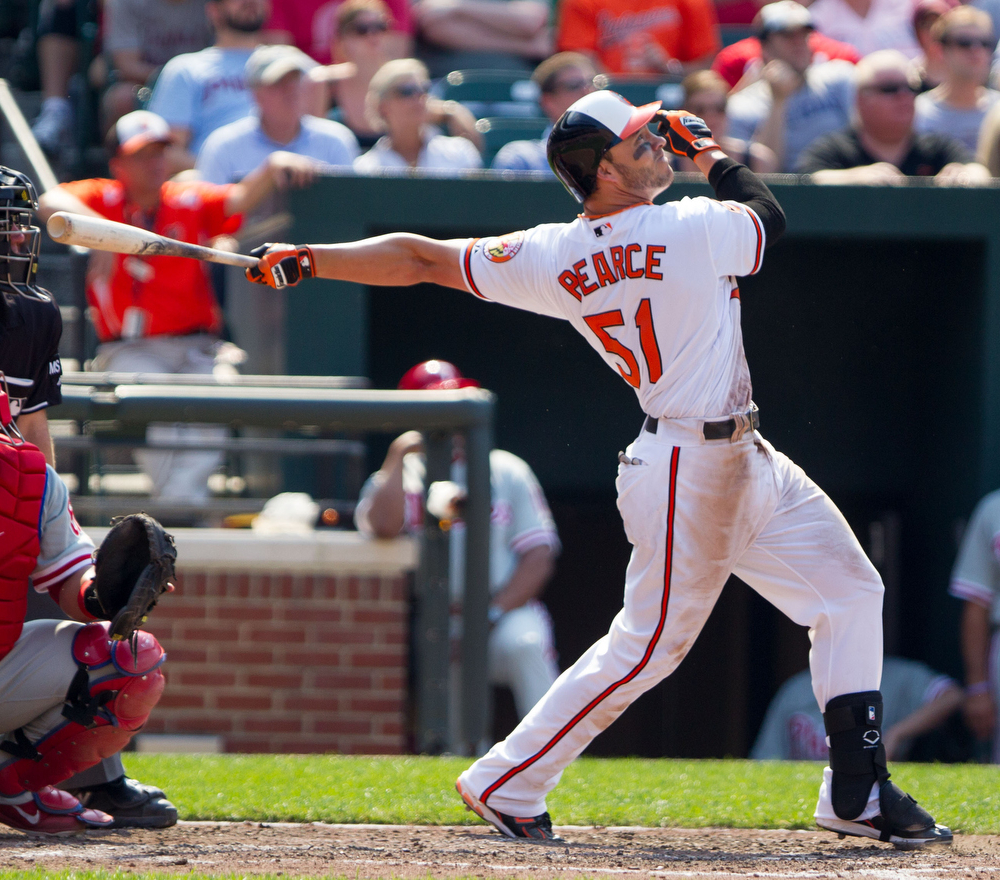
볼티모어 오리올스를 위하여 타구하는 피어스

2012년 6월 2일 양키스는 돈의 숙고들을 위하여 피어스를 볼티모어 오리올스로 이적시켰다.  그는 이어진 날에 탬파베이 레이스를 상대로 자신의 데뷔를 하여 우익수에서 시작하였다.  6월 14일 그는 오리올스와 함께 자신의 첫 홈런을 치고 5개의 타점을 기록하였다.  그와 동료 선수 맷 위터스는 1999년 애틀랜타 브레이브스를 상대로 터너 필드에서 칼 립켄 주니어와 윌 클라크가 같은 경기에서 했던 이래 둘다 5개의 타점을 기록하는 데 오리올스의 첫 쌍이 되었다.  피어스는 7월 21일 직위를 위하여 임명되었다.  2012년의 오리올스와 함께 하는 동안 피어스는 28개의 경기에 나와 3개의 홈런과 14개의 타점과 함께 .254 점을 타구하였다.

### 휴스턴 애스트로스
7월 28일 휴스턴 애스트로스는 피어스를 오리올스로부터 주장하였다.  2012년의 애스트로스를 위하여 피어스는 21개의 경기에 나와 8개의 타점과 함께 .254 점을 타구하였다.

### 뉴욕 양키스
8월 27일 뉴욕 양키스는 돈의 숙고들을 위한 교환에서 애스트로스로부터 피어스를 재획득하였다.  피어스는 2012년의 양키스와 함께 12개의 경기에 나와 하나의 홈런과 4개의 타점과 함께 .160 점을 타구하였다.  9월 25일 양키스는 60일간 장애자 명단으로부터 활동적인 외야수 브렛 가드너에 명단에 자리를 이루는 명령에서 피어스를 직위를 위하여 임명하였다.
2012년 시즌을 위하여 전체로 봐서 피어스는 61개의 메이저 리그 베이스볼 경기에 나와 4개의 홈런과 26개의 타점과 함께 .239 점을 타구하였다.

### 오리올스와 2번째 병역
9월 29일 피어스는 오리올스에 의하여 공개 이적을 요구하였다.
2013년 피어스는 오리올스를 위하여 44개의 경기들을 활약하여 4개의 홈런과 13개의 타점과 함께 .261 점을 타구하였다.
피어스는 2014년 시즌을 위하여 오리올스와 함께 1년의 8십 5만 달러의 거래 가치에 재계약을 맺었다.  3월 14일 그 일은 피어스가 오리올스를 위하여 오프닝 데이의 명부를 이루었다고 공고되었다.  그는 4월 22일 직위를 위하여 지명되고 4월 27일에 내보내졌다.  그는 4월 29일 재계약을 맺었다.  5월 6일 피어스는 오리올스의 레이스에 5 대 3의 승리에서 자신의 시즌의 첫 홈런을 쳤다.  피어스는 레이스를 상대로 시리즈를 휩쓰는 도움을 주는 데 2밤 후에 자신의 시즌의 두번째 홈런을 쳤다.  그는 자신의 뜨거운 연속을 지속하여 오리올스의 애스트로스에 4 대 3의 승리에서 자신의 그해의 3번째 홈런을 쳤다.  그와 동료 선수 애덤 존스는 공동으로 7월 6일 주의 말기를 위하여 "이번 주의 아메리칸 리그 선수"로 임명되었다.  피어스는 매우 성공적인 2014년 시즌을 가져 홈런 (21), 타점 (49), 득점 (51), 타구 평균 (.293)과 2루타 (26)에서 경력 사상의 기록들을 세웠다.
피어스는 2015년 시즌을 위하여 월급에서 의미있는 상승을 받았으며, 오리올스와 함께 3.7백만 달러의 월급에 정착하여 이전의 시즌에 자신이 이룬 7십만 달러의 위로 올라갔다.  92개의 경기에 .218의 타구 평균과 .289의 본루율과 325회의 본루 출연과 함께 한해를 끝낸 15개의 홈런을 치는 동안 그의 2015년 시즌은 2014년 시즌 만큼 성공적이지 못하였다.

### 탬파베이 레이스
2016년 1월 28일 피어스는 탬파베이 레이스와 4.75 백만 달러 가치의 1년 계약을 맺었다.  거래는 또한 본루 출연들을 위하여 보너스에서 1.25백만 달러로 올라간 것은 물론, 그가 만약 레이스에 의하여 이적되었다면 2십 5만 달러를 가졌다.  레이스와 함께 자신의 병역을 통하여 피어스는 팀을 위하여 지명 타자로 이용되었으나 또한 때마다 1루수, 2루수와 3루수를 활약하기도 하였다.  60개의 경기에서 그는 10개의 홈런과 함께 .309 점을 타구하였다.

### 오리올스와 3번째 병역
8월 1일 레이스는 조나 하임을 위하여 피어스를 오리올스로 이적시켰다.  2016년의 오리올스와 함께 피어스는 25개의 경기에 나와 3개의 홈런과 6개의 타점과 함께 .217 점을 타구하였다.

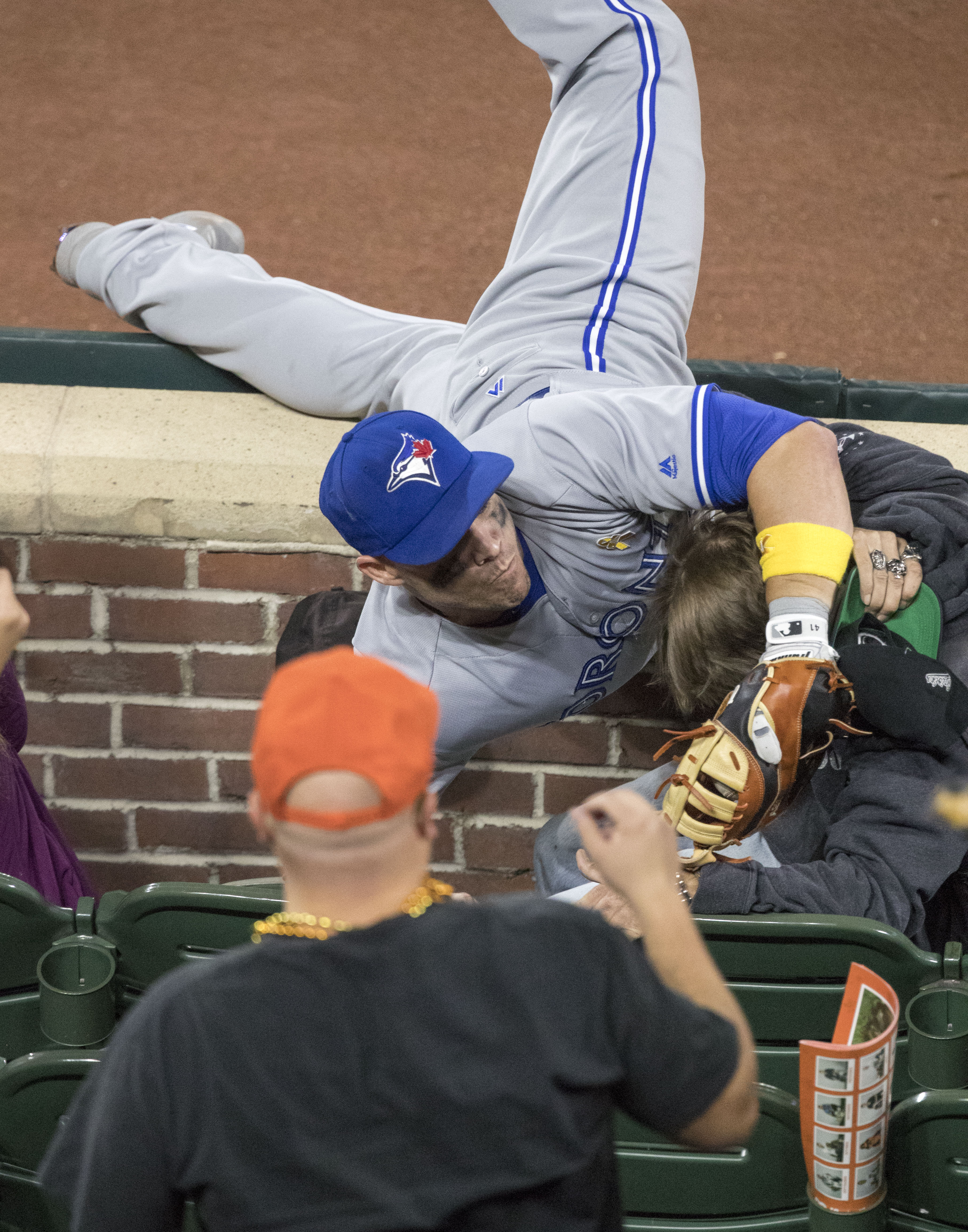
토론토 블루제이스 활약 시절 (캠던 야즈 오리올 파크에서)

### 토론토 블루제이스
12월 16일 피어스는 토론토 블루제이스와 함께 2년, 12.5백만 달러의 계약을 맺었다.  피어스와 켄드리스 모랄레스는 떠난 스타 선수 에드윈 엔카르나시온을 위하여 대체되어야 한 것이었다.
2017년 5월 14일 피어스는 시애틀 매리너스를 상대로 경기가 열리는 동안 2루로 미끄러져 들어간 동안 종아리뼈가 결려 그에게 경기를 떠나도록 강요하고, 그 결과로서 장애자 명단에 놓였다.  그는 6월 16일 정렬로 돌아와 시카고 화이트삭스를 상대로 홈런을 쳤다.  피어스는 7월 27일 프랜차이즈 역사상 3번째 끝내기 그랜드 슬램을 쳐 오클랜드 애슬레틱스를 4개의 경기에서 휩쓸어 블루제이스를 8 대 4의 승리로 들어올렸다.  3일 후, 그는 또다른 그랜드 슬램을 쳐 블루제이스에게 로스앤젤레스 에인절스에 11 대 10의 우승을 주었다.  그렇게 하면서 피어스는 최후의 그랜드 슬램을 치는 데 메이저 리그 베이스볼 역사상 29번째 선수가 되고, 한 시즌에 2개의 끝내기 그랜드 슬램을 치는 데 3번째 선수로 각각 1926년과 1986년에 해낸 사이 윌리엄스와 짐 프레슬리에 가입하였다.  피어스는 또한 하나의 주의 회전 안에서 다수의 끝내기 그랜드 슬램을 치는 데 메이저 리그 베이스볼 역사상 첫 선수가 되기도 하였다.  2017년의 블루제이스와 함께 피어스는 13개의 홈런과 37개의 타점과 함께 92개의 경기에서 .252 점을 타구하였다.
2018년의 블루제이스와 함께 피어스는 6월 27일을 통하여 26개의 경기에 나와 4개의 홈런과 16개의 타점과 함께 .291 점을 타구하였다.

### 보스턴 레드삭스
2018년 6월 28일 피어스는 마이너 리그의 내야수 산티아고 에스피날과 1.5백만 달러를 위하여 보스턴 레드삭스로 이적되었다.  자신의 메이저 리그 베이스볼 경력에서 피어스는 이제 아메리칸 리그 동부 디비전에서 5개 전부의 팀을 위하여 활약하였다.  다음 날 피어스는 레드삭스와 함께 자신의 데뷔 경기에서 2 루 4 타로 가며, 라이벌 양키스에게 8 대 1로 패하였다.  8월 2일 펜웨이 파크에서 열린 양키스를 상대로 경기에서 피어스는 3개 더의 홈런을 치고, 15 대 7의 패주에서 레드삭스를 지도하였다.  경기가 끝난 후, 피어스는 2018년 시즌 동안 레드삭스가 이룬 최고의 획득에 요구되었다.  정규 시즌 동안 피어스는 50개의 활약한 경기에서 7개의 홈런과 26개의 타점과 함께 레드삭스를 위하여 .279 점을 타구하였다.
아메리칸 리그 디비전 시리즈의 2번째 경기에서 정규적 1루수 미치 모어랜드에 부상이 생긴 후, 피어스는 플레이오프들에서 레드삭스를 위하여 매일의 1루수가 되었다.  10월 16일 미니트 메이드 파크에서 열린 아메리칸 리그 챔피언십 시리즈의 3번째 경기에서 피어스는 레드삭스가 결국적으로 8 대 2로 우승한 경기에 6번째 이닝에서 조 스미스에 리드를 잡는 홈런을 쳤다.
로스앤젤레스 다저스를 상대로 2018년 월드 시리즈에서 피어스는 4번째 경기의 8번째 이닝의 정상에서 다저스의 최종회 켄리 잰슨에 동점을 매기는 솔로 홈런을 쳤다.  다음 이닝에서 피어스는 만루 홈런과 올라와 본루를 제거하는 2루타를 쳐 레드삭스가 9 대 6으로 우승하는 데 간 경기에서 팀을 8 대 4로 놓았다.  5번째 경기에서 피어스는 전 사이 영 상 수상자 클레이턴 커쇼에 첫 이닝에서 2 득점의 홈런을 치고, 5 대 1로 선두를 넓히는 데 페드로 바에스에 8번째 이닝에서 2번째 홈런을 추가하였다.  레드삭스는 경기와 시리즈를 우승하러 가 피어스에게 그의 첫 월드 시리즈 링을 주었다.  그는 1967년 칼 야스트렘스키 이래 월드 시리즈에서 3개의 홈런을 치는 데 첫 레드삭스의 선수가 되었다.  그는 월드 시리즈에서 35세 이상의 선수들 만으로서 베이브 루스와 테드 클루슈스키에 가입하였다.  피어스는 월드 시리즈의 MVP로 임명되었다.
11월 16일 피어스는 1년과 6.25백만 달러를 위하여 재계약을 맺었다.